# Летяща катерица пигмей
Летящата катерица пигмей (Idiurus zenkeri) е вид бозайник от семейство Шипоопашати гризачи (Anomaluridae).

## Разпространение
Видът е разпространен в Демократична република Конго, Екваториална Гвинея, Камерун и Централноафриканска република.